# Дворец Министерства юстиции (Порту-Алегри)
Дворец Министерства юстиции штата Риу-Гранди-ду-Сул (порт. Palácio do Ministério Público do Estado do Rio Grande do Sul) — историческое здание в Порту-Алегри, столице бразильского штата Риу-Гранди-ду-Сул. Находится на площади Марешал-Деодору, известной больше как площадь Богоматери (порт. Praça da Matriz) в историческом центре Порту-Алегри. Расположен рядом с Дворцом Пиратини.

## История
Первоначально на этом месте располагалось здание, предназначенное для размещения Провинциальной ассамблеи Риу-Гранди-ду-Сул. Строительные работы начались в 1857 году. Проект инженера Франсиску Нунеса ди Миранда, включал подвал, два этажа и две башни, а также современные для того времени конструктивные решения, такие как кровельная плита с системой двойных стальных профилей «Т» в сочетании со сверхпрочными кирпичами, образующими небольшие арки. Позже проект был изменён инженером Антониу Маскареньясом Теллесом ди Фрейтасом. Строительством руководил инженер Домингуш Франсиску душ Сантуш.

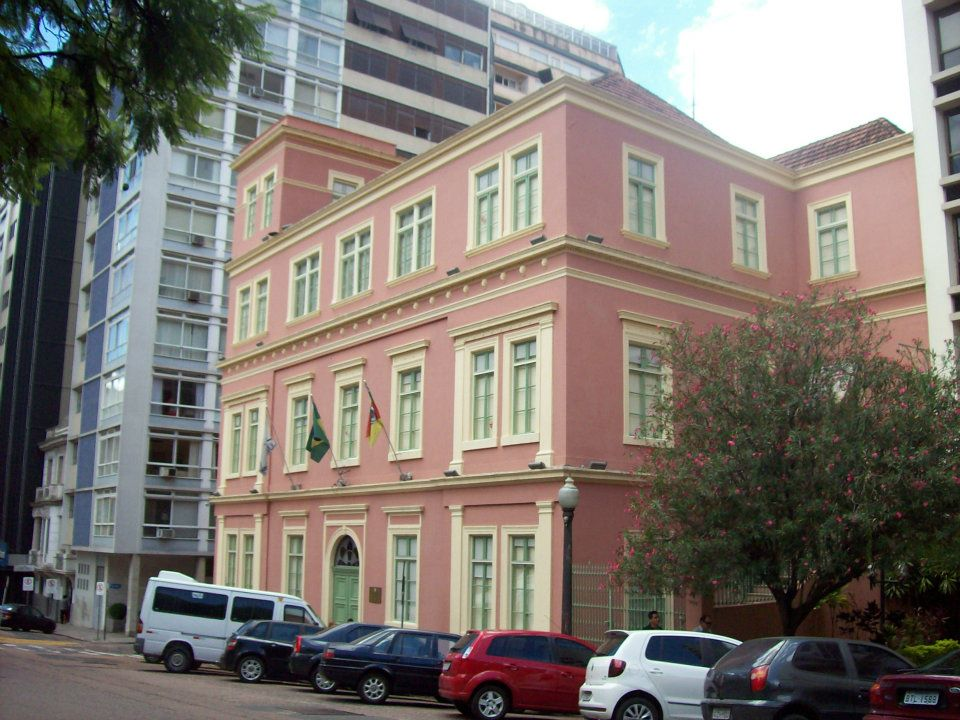
Вид на дворец от площади Маршала Деодоро

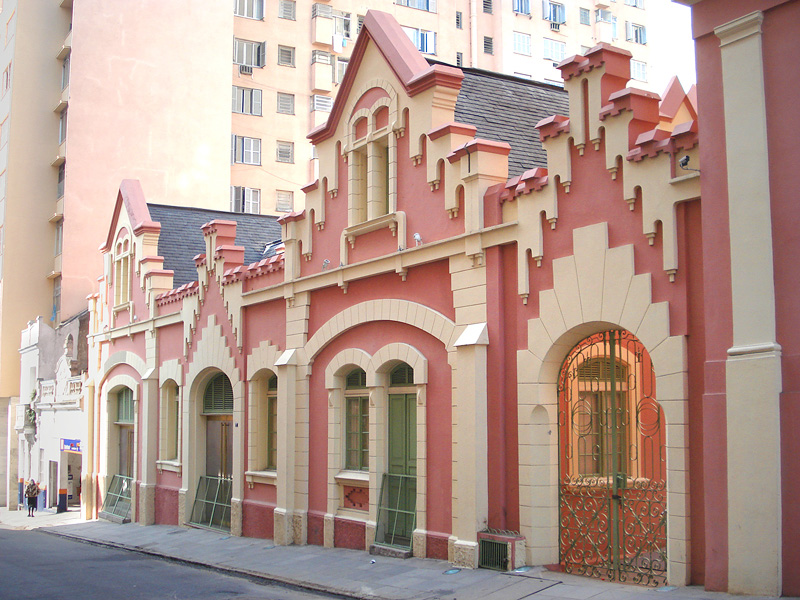
Бывшие конюшни при дворце

Строительные работы были завершены в 1871 году, но вместо парламента здание было занято Генеральным директоратом провинциального казначейского бизнеса штата, командованием по вооружению провинции Сан-Педру, телеграфным офисом и директоратом общественных работ. 1 июля 1892 года Аффонсо Эберт, директор общественных работ, земли и колонизации, установил в северной башне первую метеорологическую обсерваторию штата. В 1894 году было построено южное крыло для размещения расширяющихся правительственных учреждений, которые там размещались.
В феврале 1896 года дирекция общественных работ переехала, и здание было снова перестроено, разместив на первом этаже Секретариат внутренних дел, а на верхнем этаже официальную резиденцию губернатора штата, которым тогда являлся Жулиу ди Кастильос. Поскольку в этом же году был снесён старый Дворец правительства и был заложен краеугольный камень будущего Дворца Пиратини, Дворец Ассамблеи стал известен как Временный дворец. В 1899 году здание был снова расширен. В ходе этой реконструкции здание получило дополнительный этаж, зазор между двумя башнями на углах границы (из-за чего переделанное здание получило прозвище «Форт Апачи») был закрыт, а новая одиночная башня была установлена над северным углом. Эта архитектура сохранилось до сегодняшнего дня.
В 1921 году резиденция правительства окончательно переехала во Дворец Пиратини, а здание перешло Управлению гигиены и здравоохранения Секретариата здравоохранения, которое оставалось там до 1963 года. В то время даже было принято решение о сносе здания, но оно было передано в ведение судебной власти, которая установила в нём несколько органов. Дворец был объявлен объектом государственного наследия в 1982 году и был возвращён исполнительной власти штата, которая передала право на его использование Министерству юстиции, ответственному за его реставрацию в период с 2000 по 2002 год. Когда дворец был вновь открыт, он был переименован во Дворец Министерства юстиции. Новое здание Министрерства юстиции, Дворец Юстиции, расположен по соседству на той же площади.

## Мемориал государственного министерства
Во время реставрационных работ здание было приспособлено для размещения Мемориала Министерства юстиции и офиса Генерального прокурора. Мемориал организует семинары по истории и перспективам развития Министерства юстиции в Риу-Гранди-ду-Сул и в Бразилии. Часть истории учреждения хранится в Банке устной истории, а другая часть сохранена в виде документальной, фотографической и мультимедийной коллекции.